# Kiev (hangarfartyg)

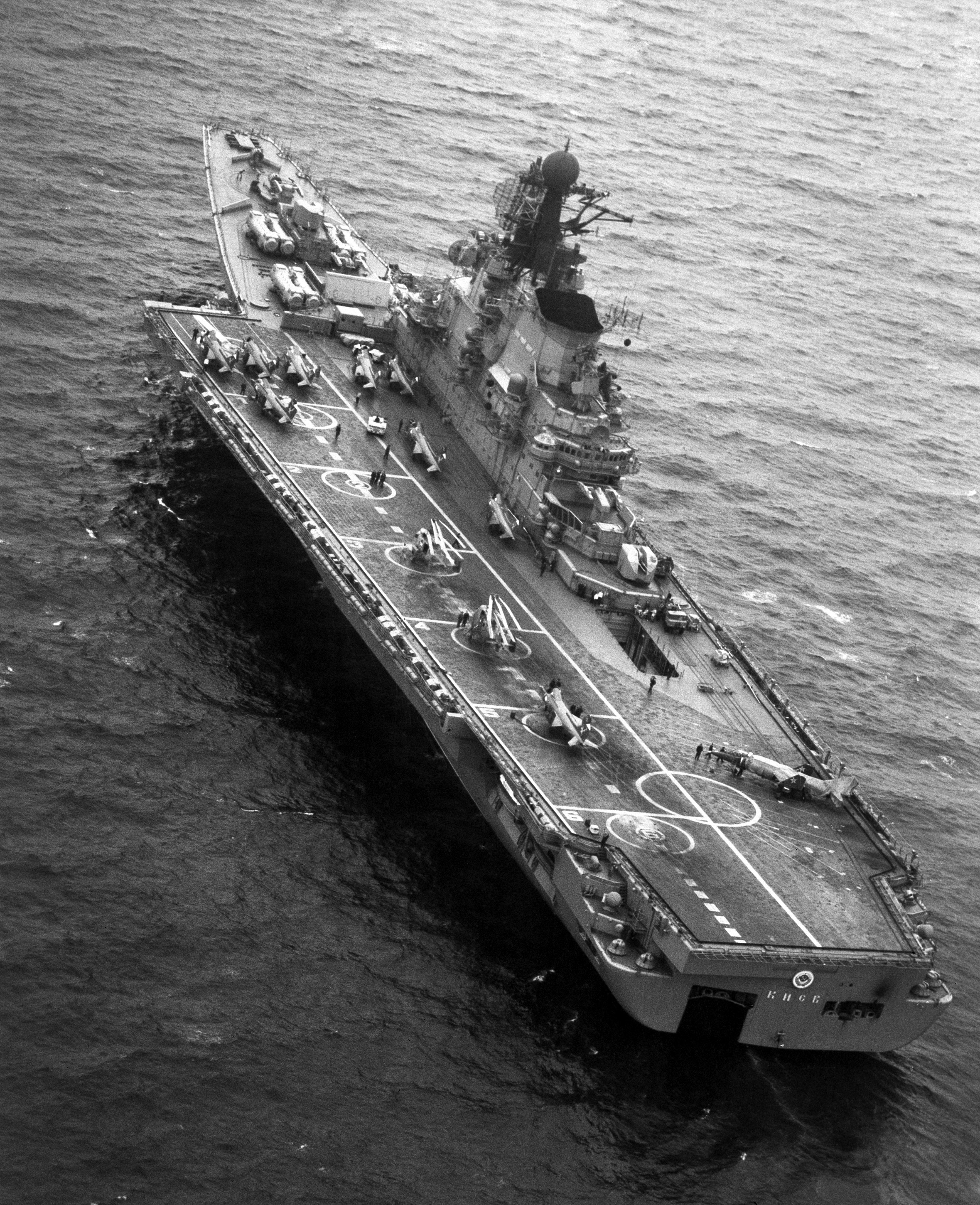
Kiev, 1985.

Kiev var ett sovjetiskt och senare ryskt hangarfartyg i Kretjet-klassen. Fartyget byggdes i det då sovjetiska Ukraina 1970-1975 och var i tjänst i den sovjetiska flottan fram till 1990 då det övertogs av den nybildade ryska flottan.
På grund av de ekonomiska svårigheter som rådde i Ryssland under 1990-talet togs hangarfartyget ur tjänst 1993. Ukraina, som var det enda landet med möjligheter att serva fartyget, vägrade hjälpa Ryssland och fram till 1996 blev Kiev oanvänt. 
1996 köpte Kina fartyget av Ryssland och omvandlade det till en turistattraktion i staden Tianjin.